# David Boston
Pour les articles homonymes, voir Boston (homonymie).
(en) Statistiques sur pro-football-reference
(en) Statistiques sur statscrew
David Boston (né le 19 août 1978 à Humble dans l'État du Texas aux États-Unis) est un sportif professionnel américain qui a joué au football américain dans la National Football League (NFL) entre 1999 et 2006 au poste de wide receiver.

## Biographie
Après avoir joué au niveau universitaire pour les Buckeyes de l'université d'État de l'Ohio dans la NCAA Division I FBS pendant trois saisons (1996-1998), il est sélectionné en 8e choix global lors de la draft 1999 de la NFL par la franchise des Cardinals de l'Arizona.
En 2001 avec les Cardinals, il réalise la meilleure saison de sa carrière réussissant un total de 98 réceptions pour un gain de 1 598 yards (meilleur de la ligne) et 8 touchdowns ce qui lui vaut une sélection pour le Pro Bowl 2002.
En 2003, il signe un contrat de 7 ans pour un montant de 47 millions de dollars avec les Chargers de San Diego. Il est cependant échangé aux Dolphins de Miami la saison suivante. Contrôlé positif aux stéroïdes, il est suspendu quatre matchs lors de la saison 2004, en plus de manquer la saison à cause d'une blessure au genou. Libéré par les Dolpins, ceux-ci le resignent néanmoins pour un an au salaire minimum. En 2007, il s'engage avec les Buccaneers de Tampa Bay mais est libéré sans avoir joué un match après avoir été arrêté pour conduite sous influence.
En 2008, il rejointt la LCF en signant avec les Argonauts de Toronto. Il ne joue qu'un seul match à la suite d'une blessure au pied (fracture de stress). Il doit se faire opérer et ne rejoue plus au niveau professionnel.